# Brachybaenus rubrinervosus
Brachybaenus rubrinervosus är en insektsart som först beskrevs av Jean Guillaume Audinet Serville 1838.  Brachybaenus rubrinervosus ingår i släktet Brachybaenus och familjen Gryllacrididae. Inga underarter finns listade i Catalogue of Life.